# Décès en février 2016
Décès
- 2012
- 2013
- 2014
- 2015
- 2016
- 2017
- 2018
- 2019
- 2020

Pour une information complémentaire, voir la page d'aide.

| Date        | Nom                            | Activités                                                                                                 | Âge   | Source |
| ----------- | ------------------------------ | --- | ----- | ------ |
| 1er février | Ali Beratlıgil                 | Footballeur turc.                                                                                         | 84    | (tr)   |
| 1er février | Miguel Gutiérrez               | Footballeur mexicain.                                                                                     | 84    | (es)   |
| 1er février | Murray Louis                   | Chorégraphe américain.                                                                                    | 89    | (en)   |
| 1er février | Oscar Mejía Víctores           | Homme politique guatémaltèque, président (1983-1986).                                                     | 85    | (es)   |
| 1er février | Paul Pholeros                  | Architecte australien.                                                                                    | 62    | (en)   |
| 1er février | Bernard Piras                  | Homme politique français.                                                                                 | 73    |        |
| 1er février | Peter Whiteley                 | Militaire britannique, Commandant général des Royal Marines.                                              | 95    | (en)   |
| 2 février   | Aldo Bufi Landi                | Acteur italien.                                                                                           | 92    | (it)   |
| 2 février   | Regino Delgado                 | Footballeur cubain.                                                                                       | 59    | (es)   |
| 2 février   | Intizar Hussain                | Écrivain pakistanais.                                                                                     | 92    |        |
| 2 février   | Éric Kristy                    | Romancier et scénariste de télévision français.                                                           | 64    |        |
| 3 février   | Joe Alaskey                    | Acteur américain.                                                                                         | 63    | (en)   |
| 3 février   | József Kasza                   | Économiste et homme politique serbe, d'origine hongroise.                                                 | 70    | (hu)   |
| 3 février   | Suat Mamat                     | Footballeur turc.                                                                                         | 85    | (tr)   |
| 3 février   | Saulius Sondeckis              | Chef d'orchestre lituanien.                                                                               | 87    | (lt)   |
| 3 février   | Maurice White                  | Chanteur américain du groupe Earth, Wind and Fire.                                                        | 74    |        |
| 3 février   | Alba Solís                     | Chanteuse et actrice argentine.                                                                           | 88    | (en)   |
| 4 février   | Jimmie Haskell                 | Compositeur américain.                                                                                    | 79    | (en)   |
| 4 février   | Galina Leontyeva               | Joueuse de volley-ball soviétique, championne olympique (1968, 1972).                                     | 74    | (ru)   |
| 4 février   | Dave Mirra                     | Pilote de BMX américain.                                                                                  | 41    | (en)   |
| 4 février   | Edgar Mitchell                 | Astronaute américain.                                                                                     | 85    |        |
| 4 février   | Axl Rotten                     | Catcheur (lutteur professionnel) américain.                                                               | 44    | (en)   |
| 4 février   | Pierre Sineux                  | Historien français.                                                                                       | 54    |        |
| 4 février   | David Sloan                    | Footballeur international nord-irlandais.                                                                 | 74    | (en)   |
| 4 février   | Ulf Söderblom                  | Chef d'orchestre finlandais.                                                                              | 86    | (fi)   |
| 5 février   | Louis Bapès Bapès              | Homme politique camerounais.                                                                              | 72    |        |
| 5 février   | Ray Colcord                    | Compositeur américain.                                                                                    | 66    | (en)   |
| 5 février   | Pierre Garmendia               | Homme politique français.                                                                                 | 91    |        |
| 5 février   | Tayeb Saddiki                  | Dramaturge, comédien, écrivain et calligraphe marocain.                                                   | 77    | (en)   |
| 5 février   | Lohana Berkins                 | activiste trans argentine                                                                                 | 51    | (en)   |
| 6 février   | Alastair Biggar                | Joueur écossais de rugby à XV.                                                                            | 69    | (en)   |
| 6 février   | Luciano Conati                 | Cycliste sur route italien.                                                                               | 65    | (it)   |
| 6 février   | Daniel Gerson                  | Scénariste américain.                                                                                     | 49    |        |
| 6 février   | Anissa Makhlouf                | Première dame de Syrie (1971-2000), mère de Bachar el-Assad.                                              | 86    |        |
| 6 février   | Eddy Wally                     | Chanteur belge.                                                                                           | 83    | (nl)   |
| 7 février   | Juliette Benzoni               | Romancière française.                                                                                     | 95    |        |
| 7 février   | Berre Bergen                   | Bassiste belge.                                                                                           | 53    | (nl)   |
| 7 février   | Carlo Nell                     | Acteur français.                                                                                          | 89    |        |
| 7 février   | Corinne Vuillaume-Tylski       | Romancière et essayiste française.                                                                        | 44    |        |
| 7 février   | Roger Willemsen                | Écrivain, journaliste et animateur de télévision allemand.                                                | 60    | (de)   |
| 8 février   | Amelia Bence                   | Actrice argentine.                                                                                        | 101   | (en)   |
| 8 février   | Claude Chantal                 | Comédienne française de doublage.                                                                         | 84    |        |
| 8 février   | John Disley                    | Athlète britannique, médaillé de bronze aux Jeux olympiques d'été de 1952.                                | 87    | (en)   |
| 8 février   | Margaret Forster               | Romancière britannique.                                                                                   | 77    | (en)   |
| 8 février   | Norman Hudis                   | Scénariste britannique.                                                                                   | 93    | (en)   |
| 8 février   | William Stowe                  | Rameur américain, champion aux Jeux olympiques d'été de 1964.                                             | 75    | (en)   |
| 8 février   | Zdravko Tolimir                | Général serbe.                                                                                            | 67    |        |
| 8 février   | Violette Verdy                 | Danseuse et directrice de ballet française.                                                               | 82    |        |
| 9 février   | Sushil Koirala                 | Homme politique népalais, Premier ministre (2014-2015).                                                   | 76    | (en)   |
| 9 février   | Sibghatullah Mojaddedi         | Homme politique afghan.                                                                                   | 89-90 | (fa)   |
| 9 février   | Omari Léa Sisi                 | Homme politique congolais.                                                                                | 64-65 |        |
| 10 février  | Yuriy Dumchev                  | Athlète soviétique puis russe de lancer du disque.                                                        | 57    | (ru)   |
| 10 février  | Anatoli Iline                  | Footballeur soviétique, champion aux Jeux olympiques d'été de 1956.                                       | 84    | (ru)   |
| 10 février  | Claude Jeancolas               | Écrivain et journaliste français.                                                                         | 66    |        |
| 10 février  | Andrew L. Lewis, Jr.           | Homme politique américain.                                                                                | 84    | (en)   |
| 10 février  | Eliseo Prado                   | Footballeur argentin.                                                                                     | 86    | (es)   |
| 10 février  | Günter Schröter                | Footballeur international est-allemand.                                                                   | 88    | (de)   |
| 10 février  | Henri Thomas                   | Peintre français.                                                                                         | 85    |        |
| 11 février  | César Durcin                   | Percussionniste français.                                                                                 | 58    |        |
| 11 février  | John Baptist Kakubi (de)       | Prélat catholique ougandais.                                                                              | 86    | (en)   |
| 11 février  | Juan Martín Mujica             | Footballeur puis entraîneur uruguayen.                                                                    | 72    | (es)   |
| 11 février  | Kevin Randleman                | Lutteur américain de combat libre.                                                                        | 44    | (en)   |
| 12 février  | Dominique D'Onofrio            | Entraîneur et dirigeant de football italo-belge.                                                          | 62    |        |
| 12 février  | Kenny Easterday (en)           | Cul-de-jatte américain, né sans sacrum (agénésie sacrée, syndrome de régression caudale).                 | 42    |        |
| 12 février  | Bergljot Hobæk Haff            | Romancière norvégienne.                                                                                   | 90    | (no)   |
| 12 février  | Daniel Prévot                  | mathématicien, spéléologue, et lichénologue français.                                                     | 75    |        |
| 13 février  | Artyom Bezrodny                | Footballeur international russe.                                                                          | 37    |        |
| 13 février  | Trifon Ivanov                  | Footballeur bulgare.                                                                                      | 50    |        |
| 13 février  | Barry Jones (en)               | Prélat catholique néo-zélandais.                                                                          | 74    | (en)   |
| 13 février  | Edward J. McCluskey            | Professeur émérite américain.                                                                             | 86    | (en)   |
| 13 février  | Giorgio Rossano                | Footballeur italien.                                                                                      | 76    | (it)   |
| 13 février  | Slobodan Santrač               | Footballeur yougoslave puis entraîneur.                                                                   | 69    | (sr)   |
| 13 février  | Antonin Scalia                 | Juge à la Cour suprême des États-Unis (1986-2016).                                                        | 79    |        |
| 13 février  | Bořek Šípek                    | Architecte et designer tchèque.                                                                           | 66    |        |
| 13 février  | Erik Christopher Zeeman        | Mathématicien britannique.                                                                                | 91    | (en)   |
| 14 février  | Muriel Casals i Couturier      | Femme politique espagnole.                                                                                | 70    | (es)   |
| 14 février  | Wiesław Rudkowski              | Boxeur polonais, médaillé d'argent aux Jeux olympiques d'été de 1972.                                     | 69    | (pl)   |
| 14 février  | Steven Stucky                  | Compositeur américain.                                                                                    | 66    | (en)   |
| 15 février  | George Gaynes                  | Acteur fino-américain.                                                                                    | 98    |        |
| 15 février  | Victor Goldbloom               | Médecin pédiatre et homme politique québécois.                                                            | 92    |        |
| 15 février  | Pierre Nocca                   | Sculpteur français.                                                                                       | 99    |        |
| 15 février  | Carlos Quintero Arce (en)      | Prélat catholique mexicain.                                                                               | 96    | (es)   |
| 15 février  | Jean Rabier                    | Directeur de la photographie français.                                                                    | 88    |        |
| 15 février  | Fighton Simukonda              | Footballeur international zambien devenu entraîneur et sélectionneur de son pays.                         | 58    |        |
| 15 février  | Vanity                         | Née Denise Matthews, chanteuse et actrice canadienne.                                                     | 57    | (en)   |
| 16 février  | Edmond Biernat                 | Footballeur français                                                                                      | 76    |        |
| 16 février  | Boutros Boutros-Ghali          | Homme d'État et diplomate égyptien, secrétaire général de l'ONU (1992-1996).                              | 93    |        |
| 16 février  | Eugenio Carmi                  | Artiste peintre italien.                                                                                  | 95    | (it)   |
| 16 février  | Thérèse Clerc                  | Militante féministe française.                                                                            | 88    |        |
| 16 février  | Srđan Dizdarević               | Journaliste et diplomate yougoslave puis bosnien.                                                         | 63    |        |
| 16 février  | Jack Elrod                     | dessinateur humoristique américain.                                                                       | 91    |        |
| 16 février  | Gregorio Garavito Jiménez (en) | Prélat catholique colombien, membre de la Compagnie de Marie.                                             | 96    | (es)   |
| 16 février  | Belinda Nash                   | Historienne américaine.                                                                                   | 69    | (en)   |
| 17 février  | Jesús Barrero                  | Acteur mexicain.                                                                                          | 57    | (es)   |
| 17 février  | Mohamed Hassanein Heikal       | Journaliste égyptien.                                                                                     | 92    | (en)   |
| 17 février  | Simone Lagrange                | Résistante française.                                                                                     | 85    |        |
| 17 février  | Tony Phillips                  | Joueur américain de baseball.                                                                             | 56    |        |
| 17 février  | Andrzej Żuławski               | Cinéaste polonais.                                                                                        | 75    |        |
| 18 février  | Harold Conklin                 | Anthropologue américain.                                                                                  | 89    | (en)   |
| 18 février  | Abdul Rashid Khan              | Chanteur de musique hindoustanie indien.                                                                  | 107   | (en)   |
| 18 février  | Horst Mittelstaedt             | Biologiste allemand.                                                                                      | 92    | (de)   |
| 18 février  | Yūko Tsushima                  | Romancière et essayiste japonaise.                                                                        | 68    | (ja)   |
| 19 février  | Tamerlan Agouzarov             | Homme politique russe.                                                                                    | 52    | (ru)   |
| 19 février  | Umberto Eco                    | Écrivain, professeur, chroniqueur et chercheur italien.                                                   | 84    |        |
| 19 février  | Freddie Goodwin                | Footballeur anglais.                                                                                      | 82    | (en)   |
| 19 février  | Harper Lee                     | Romancière américaine.                                                                                    | 89    |        |
| 19 février  | Samuel Willenberg              | Artiste peintre et sculpteur polono-israélien.                                                            | 93    | (en)   |
| 19 février  | Bruno Zuppiger                 | Homme politique suisse.                                                                                   | 63    |        |
| 20 février  | Fernando Cardenal              | Prêtre jésuite et homme politique nicaraguayen.                                                           | 82    | (en)   |
| 20 février  | Kim Seong-jip                  | Haltérophile sud-coréen, médaillé de bronze olympique (1948, 1952).                                       | 97    | (en)   |
| 20 février  | Peter Mondavi (en)             | Viticulteur américain.                                                                                    | 101   |        |
| 20 février  | Muhamed Mujić                  | Footballeur puis entraîneur yougoslave puis bosnien, médaillé d'argent aux Jeux olympiques d'été de 1956. | 83    | (hr)   |
| 20 février  | Nando Yosu                     | Footballeur puis entraîneur espagnol.                                                                     | 76    | (es)   |
| 21 février  | Pascal Bentoiu                 | Compositeur et musicologue roumain.                                                                       | 88    | (ro)   |
| 21 février  | Guy Bouchauveau                | Humoriste français.                                                                                       | 71    |        |
| 21 février  | Jean-Pierre Detremmerie        | Homme politique belge, bourgmestre de Mouscron (1980-2006).                                               | 75    |        |
| 21 février  | Peter Marlow                   | Photographe britannique.                                                                                  | 62-63 | (en)   |
| 21 février  | Claude Michaud                 | Acteur québécois.                                                                                         | 77    |        |
| 21 février  | Don Owen                       | Réalisateur, scénariste et producteur de cinéma canadien.                                                 | 84    | (en)   |
| 21 février  | Margaretha von Bahr            | Danseuse et chorégraphe finlandaise.                                                                      | 94    | (fi)   |
| 22 février  | Yolande Fox                    | Militante féministe et chanteuse d’opéra américaine.                                                      | 86    | (en)   |
| 22 février  | Douglas Slocombe               | Directeur de la photographie britannique.                                                                 | 103   |        |
| 23 février  | Rey Caney                      | Guitariste cubain.                                                                                        | 89    | (en)   |
| 23 février  | Ramón Castro Ruz               | Fermier cubain, frère aîné de Fidel et de Raúl Castro.                                                    | 91    | (en)   |
| 23 février  | Valérie Guignabodet            | Réalisatrice française.                                                                                   | 50    |        |
| 23 février  | Donald E. Williams             | Astronaute américain.                                                                                     | 74    | (en)   |
| 24 février  | Michael D’Rozario (de)         | Prélat catholique bangladais, membre de la Congrégation de Sainte-Croix.                                  | 90    | (en)   |
| 24 février  | Rafael Iriondo                 | Footballeur espagnol.                                                                                     | 97    | (es)   |
| 24 février  | Colin Low                      | Réalisateur et producteur de cinéma canadien.                                                             | 89    |        |
| 24 février  | Jean Saupin                    | Footballeur français.                                                                                     | 83    |        |
| 25 février  | Tony Burton                    | Acteur américain.                                                                                         | 78    |        |
| 25 février  | Jim Clark                      | Réalisateur et monteur britannique.                                                                       | 84    | (en)   |
| 25 février  | François Dupeyron              | Réalisateur français.                                                                                     | 65    |        |
| 25 février  | Peter Kenilorea                | Homme politique salomonais, premier Premier ministre (1978-1981, 1984-1986).                              | 72    | (en)   |
| 26 février  | Andy Bathgate                  | Hockeyeur sur glace canadien.                                                                             | 83    | (en)   |
| 26 février  | Don Getty                      | Homme politique canadien, Premier ministre de l'Alberta (1985-1992).                                      | 82    |        |
| 26 février  | Eri Klas                       | Chef d'orchestre soviétique puis estonien.                                                                | 76    | (ru)   |
| 26 février  | Juan Conway McNabb (en)        | Prélat catholique américain, membre de l'Ordre de Saint-Augustin.                                         | 90    | (en)   |
| 26 février  | Omar Nayef                     | Militant politique palestinien.                                                                           | 52-53 | (ar)   |
| 27 février  | Lúcio Lara                     | Homme politique angolais.                                                                                 | 86    | (en)   |
| 27 février  | Claude Parent                  | Architecte français.                                                                                      | 93    |        |
| 28 février  | Didier Bellens                 | Homme d'affaires belge, administrateur délégué de Belgacom (2003-2013).                                   | 60    |        |
| 28 février  | Moisés Blanchoud (es)          | Prélat catholique argentin.                                                                               | 92    | (es)   |
| 28 février  | Frank Kelly                    | Acteur irlandais.                                                                                         | 77    | (en)   |
| 28 février  | George Kennedy                 | Acteur américain.                                                                                         | 91    |        |
| 28 février  | Patrick de Laubier             | Prêtre catholique et sociologue français.                                                                 | 81    |        |
| 28 février  | Jack Lindquist                 | Publicitaire américain.                                                                                   | 88    | (en)   |
| 28 février  | Raúl Sánchez                   | Footballeur chilien.                                                                                      | 81    | (es)   |
| 28 février  | Liliane Wouters                | Romancière, dramaturge et poétesse belge.                                                                 | 86    |        |
| 29 février  | José Parra Martínez            | Footballeur espagnol.                                                                                     | 90    | (es)   |
| 29 février  | Louise Rennison                | Romancière et comédienne britannique.                                                                     | 64    | (en)   |
| 29 février  | Osamu Mizobe (de)              | Prélat catholique japonais.                                                                               | 80    | (en)   |
| 29 février  | Alice Arlen                    | Scénariste américaine.                                                                                    | 75    | (en)   |
| 29 février  | Gilbert R. Hill                | Acteur américain.                                                                                         | 84    | (en)   |
| 29 février  | Hannes Löhr                    | Footballeur puis entraîneur allemand.                                                                     | 73    | (de)   |